# مانوئل ایبارا
مانوئل ایبارا (اسپانیایی: Manuel Ibarra‎؛ زادهٔ ۱۸ نوامبر ۱۹۷۷) بازیکن سابق فوتبال اهل شیلی است.

## باشگاهی
از باشگاه‌هایی که در آن بازی کرده‌است می‌توان به باشگاه فوتبال اونیورسیداد شیلی و باشگاه ورزشی آئوداکس ایتالیانو اشاره کرد.

## تیم ملی
وی همچنین در تیم ملی فوتبال شیلی بازی کرده‌است.